# Кочули
Кочули (на македонска литературна норма: Кочули) е село в община Валандово, Северна Македония.

## География
Селото е разположено в южните склонове на Беласица.

## История
В края на XIX век Кочули е изцяло турско село в Дойранска каза на Османската империя. В „Етнография на вилаетите Адрианопол, Монастир и Салоника“, издадена в Константинопол в 1878 година и отразяваща статистиката на населението от 1873 година, Кочулу Караминетли (Cotchoulou Caraminetly) е посочено като селище с 25 домакинства, като жителите му са 56 мюсюлмани. Според статистиката на Васил Кънчов („Македония. Етнография и статистика“) от 1900 година, Кочали има 30 жители, всички турци.

### Преброявания
В Кочули има 13 домакинства в 2002 година, като жителите му, според преброяванията, са:
- 1994 – 91
- 2002 – 50